# Dennheritz
Dennheritz település Németországban, azon belül Szászország tartományban. Lakosainak száma 1279 fő (2023. december 31.).

## Népesség
A település népességének változása:
| Lakosok száma | 1313 | 1319 | 1304 | 1270 | 1279 |
|               | 2017 | 2019 | 2021 | 2022 | 2023 |